# ARM Cortex-A5
ARM Cortex-A5 —  ядро мікропроцесора, розроблене компанією ARM Holdings, реалізує архітектуру набору команд ARM v7-A. З'явилося в кінці 2009 року.
Призначений для додатків, які вимагають управління віртуальною пам'яттю на високому рівні в ненавантажених операційних системах. Процесор використовується в широкому спектрі пристроїв: від смартфонів і мобільних телефонів до пристроїв промислового призначення.
Ядро призначене для заміни ядер ARM9 і ARM11 для бюджетних пристроїв. У порівнянні з цими ядрами, Cortex-A5 має оновлену систему команд ARM v7. Ядро A5 сумісно з сучасними ядрами A8 і A9, завдяки чому можливий запуск ОС Android, Windows CE, Symbian, Ubuntu та додатків Adobe Flash,  Java SE, JavaFX.
Характеристики ядра:
- Одночасно виконується не більше 1-ї команди. Конвеєр команд має довжину в 8 стадій.
- Ядро може додатково включати:
  - векторне розширення NEON
  - розширення обробки чисел з ПТ VFPv4
- Підтримується компактне кодування Thumb-2
- Підтримується Jazelle RCT
- Продуктивність на рівні 1,57 DMIPS / МГц

Розрахований на випуск по техпроцесу TSMC 40LP (40 нм, низьке енергоспоживання).